# Abd al-Hakim Hadżdż Jahja
Abd al-Hakim Hadżdż Jahja (hebr.: עבד אל-חכים חאג' יחיא,  arab.: عبد الحكيم حاج يحيى,  ang.: Abd al-Hakim Hajj Yahya, Abd Al Hakeem Haj Yahya, ur. 16 lutego 1965 w At-Tajjibie) – izraelski inżynier, geodeta, samorządowiec i polityk narodowości arabskiej, w latach 2005–2007 burmistrz At-Tajjiby, od 2015 poseł do Knesetu.

## Życiorys
Urodził się 16 lutego 1965 w At-Tajjibie.
Ukończył studia inżynierskie i geodezyjne na Technionie w Hajfie. Pracował w zawodzie.
Był członkiem rady miejskiej At-Tajjiby, a w latach 2005–2007 burmistrzem. Był członkiem rady politycznej Ra’am. W wyborach w 2015 został wybrany posłem ze Zjednoczonej Listy (koalicja czterech największych partii arabskich). W dwudziestym Knesecie zasiadał w komisjach spraw gospodarczych oraz pracy, opieki społecznej i zdrowia. W wyborach w kwietniu 2019 uzyskał reelekcję z listy Ra’am–Balad.
Mieszka w At-Tajjibie, jest żonaty, ma czworo dzieci.